# Sławomir Koehler
Sławomir Koehler (ur. 27 września 1955 w Łodzi) – polski reżyser i scenarzysta filmowy, dokumentalista.

## Życiorys
Absolwent Wydziału Architektury Politechniki Warszawskiej (1983) oraz Wydziału Radia i Telewizji Uniwersytetu Śląskiego w Katowicach (1991). Realizator filmów dokumentalnych poświęconych wydarzeniom z historii współczesnej Polski, do których zaliczają się m.in. Autobus Siemiatycze — Świat (1996), Byliśmy pierwsi – Poznań '56 (2016), Marcowa gra (2016), Sierpem w plecy (2017), Mała Moskwa kontra Mały Londyn (2018), Konspirator (2020), Warchoły (2021), Krzyż Westerplatte (2021), Jak istnieje świat… Rzecz o Romanie Ingardenie (2021), Święty sojusz kontra imperium zła (2023).

## Nagrody
| Rok  | Film                                             | Festiwal/instytucja                                                      | Nagroda                                                                                        |
| ---- | ------------------------------------------------ | ------------------------------------------------------------------------ | ---------------------------------------------------------------------------------------------- |
| 1996 | Autobus Siemiatycze — Świat                      | Konkurs „Małe Ojczyzny – Tradycja dla Przyszłości”                       | III Nagroda                                                                                    |
| 1996 | Autobus Siemiatycze — Świat                      | Konkurs „Małe Ojczyzny – Tradycja dla Przyszłości”                       | Wyróżnienie Fundacji Kultury                                                                   |
| 2017 | Byliśmy pierwsi – Poznań '56                     | Festiwal Filmów „Czerwiec 76” w Radomiu                                  | Grand Prix                                                                                     |
| 2017 | Byliśmy pierwsi – Poznań '56                     | Festiwal Form Dokumentalnych „Nurt”                                      | Wyróżnienie Komisji Artystycznej                                                               |
| 2018 | Sierpem w plecy                                  | Międzynarodowy Festiwal Filmów Historycznych i Wojskowych w Warszawie    | Wyróżnienie w kategorii filmów wojskowych                                                      |
| 2018 | Testament Żurowskiego                            | Międzynarodowy Festiwal Filmów Historycznych i Wojskowych w Warszawie    | Wyróżnienie w kategorii filmów dokumentalnych                                                  |
| 2019 | Mała Moskwa kontra Mały Londyn                   | Ogólnopolski Festiwal Filmowy „Niepokorni, Niezłomni, Wyklęci” w Gdyni   | Wyróżnienie                                                                                    |
| 2019 | Mała Moskwa kontra Mały Londyn                   | Ogólnopolski Festiwal Filmowy „Niepokorni, Niezłomni, Wyklęci” w Gdyni   | Nagroda im. Janusza Krupskiego                                                                 |
| 2019 | Mała Moskwa kontra Mały Londyn                   | Ogólnopolski Festiwal Filmowy „Niepokorni, Niezłomni, Wyklęci” w Gdyni   | Wyróżnienie od TATRA Mountain Cultural Foundation                                              |
| 2020 | Konspirator                                      | Ogólnopolski Festiwal Filmowy „Niepokorni, Niezłomni, Wyklęci” w Gdyni   | Wyróżnienie im. Janusza Krupskiego                                                             |
| 2020 | Konspirator                                      | Ogólnopolski Festiwal Filmowy „Niepokorni, Niezłomni, Wyklęci” w Gdyni   | Nagroda Prezesa Zarządu TVP                                                                    |
| 2020 | Konspirator                                      | Festiwal Polonijny „Losy Polaków”                                        | I Nagroda w kategorii Filmy upamiętniające 40. lat powstania „Solidarności”                    |
| 2021 | Warchoły                                         | Festiwal Form Dokumentalnych „Nurt”                                      | Wyróżnienie Komisji Artystycznej                                                               |
| 2021 | Warchoły                                         | Festiwal Polonijny „Losy Polaków”                                        | I Nagroda w kategorii Filmy i programy telewizyjne                                             |
| 2021 | Krzyż Westerplatte                               | Festiwal Polonijny „Losy Polaków”                                        | I Nagroda w kategorii Filmy i programy telewizyjne                                             |
| 2021 | Jak istnieje świat… Rzecz o Romanie Ingardenie   | Festiwal Polonijny „Losy Polaków”                                        | I Nagroda w kategorii Filmy i programy telewizyjne                                             |
| 2021 | Zamojski Festiwal Filmowy „Spotkania z Historią” | Nagroda Specjalna                                                        |                                                                                                |
| 2022 | Sierpem w plecy                                  | Festiwal Polonijny „Losy Polaków”                                        | II Nagroda w kategorii Filmy i programy telewizyjne                                            |
| 2022 | Testament Żurowskiego                            | Festiwal Polonijny „Losy Polaków”                                        | II Nagroda w kategorii Filmy i programy telewizyjne                                            |
| 2022 | Paszporty wolności                               | Festiwal Kultury Narodowej „Pamięć i Tożsamość”                          | Platynowy Ryngraf                                                                              |
| 2022 | Warchoły                                         | Zamojski Festiwal Filmowy „Spotkania z Historią”                         | Nagroda „Zamość – Perła Renesansu” dla najlepszego reportażu filmowego o tematyce historycznej |
| 2023 | Warchoły                                         | Stowarzyszenie Dziennikarzy Polskich                                     | Nagroda Wolności Słowa SDP                                                                     |
| 2023 | Jak istnieje świat… Rzecz o Romanie Ingardenie   | Stowarzyszenie Dziennikarzy Polskich                                     | Nagroda Stowarzyszenia Dziennikarzy Polskich im. Macieja Łukasiewicza                          |
| 2023 | Krzyż Westerplatte                               | Stowarzyszenie Dziennikarzy Polskich                                     | Nagroda Stowarzyszenia Dziennikarzy Polskich im. Janusza Kurtyki                               |
| 2023 | Kombinacje operacyjne                            | Festiwal Polonijny „Losy Polaków”                                        | II Nagroda w kategorii: Filmy i programy telewizyjne                                           |
| 2023 | Norweska misja                                   | Festiwal Polonijny „Losy Polaków”                                        | II Nagroda w kategorii: Filmy i programy telewizyjne                                           |
| 2024 | Krzyż Westerplatte                               | Międzynarodowy Katolicki Festiwal Filmów i Multimediów „KSF Niepokalana” | I Nagroda w kategorii: Filmy fabularne                                                         |
| 2024 | Święty sojusz kontra imperium zła                | Międzynarodowy Katolicki Festiwal Filmów i Multimediów „KSF Niepokalana” | Grand Prix                                                                                     |
| 2024 | Święty sojusz kontra imperium zła                | Festiwal Form Dokumentalnych „Nurt”                                      | Nagroda Publiczności                                                                           |
| 2024 | Święty sojusz kontra imperium zła                | Festiwal Polonijny „Losy Polaków”                                        | Grand Prix                                                                                     |
| 2024 | Kombinacje operacyjne                            | Stowarzyszenie Dziennikarzy Polskich                                     | Nagroda Wolności Słowa SDP (II nagroda)                                                        |